# Jang Seung-eop

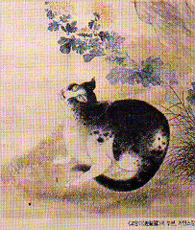
Bild einer Katze

Jang Seung-eop (* 1843; † 1897), besser bekannt unter seinem Künstlernamen Owon, war ein koreanischer Maler. Er gilt als bester Maler der Joseon-Dynastie.
2002 wurde sein Leben verfilmt. Der Film Im Rausch der Farben und der Liebe wurde bei den Internationalen Filmfestspielen von Cannes für die Goldene Palme nominiert, Regisseur Im Kwon-taek erhielt den Preis für die beste Regie.